# Riga Open (Badminton)
Die Riga Open, auch Riga International, sind offene internationale Meisterschaften im Badminton von Lettland. Austragungen sind seit 2012 dokumentiert.

## Die Sieger
| Jahr      | Herreneinzel      | Dameneinzel       | Herrendoppel                 | Damendoppel                       | Mixed                                    |
| --------- | ----------------- | ----------------- | ---------------------------- | --------------------------------- | ---------------------------------------- |
| 2012      | Alan Plavin       | Ieva Pope         | Alan Plavin Povilas Bartušis | Oksana Kuksenko Svetlana Neumoina | Slušnys/Voitechovskaja Kaljurand/Tomband |
| 2013      | Kęstutis Navickas | Helina Rüütel     | Rainer Kaljumae Raul Kasner  | Kristin Kuuba Helina Rüütel       | Povilas Bartušis Vytautė Fomkinaitė      |
| 2014      | Povilas Bartušis  | Kristīne Šefere   | Alan Plavin Povilas Bartušis | Kati-Kreet Marran Helina Rüütel   | Kristjan Kaljurand Laura Tomband         |
| 2015 2024 | nicht ausgetragen | nicht ausgetragen | nicht ausgetragen            | nicht ausgetragen                 | nicht ausgetragen                        |